# Wörterbuch der Veterinärmedizin
Das Wörterbuch der Veterinärmedizin ist ein zweibändiges Lexikon der Tiermedizin und angrenzender Gebiete wie Lebensmittelhygiene, Tierzucht und Tierproduktion. Es erschien 1978 in erster Auflage im Gustav Fischer Verlag Jena. Herausgeber waren zwei Hochschullehrer der Humboldt-Universität zu Berlin: Ekkehard Wiesner, Ordinarius für Tierzucht und Tierernährung, sowie Regine Ribbeck (Parasitologie, ab 1985 Professorin an der Universität Leipzig). Das Wörterbuch der Veterinärmedizin beinhaltet etwa 60.000 Stichwörter, die von über 70 Fachwissenschaftlern bearbeitet wurden. Die zweite Auflage erschien 1983 in Stuttgart und New York beziehungsweise in Jena. Nach der Wende wurden 1991 die 3. Auflage und 2000 unter dem Titel Lexikon der Veterinärmedizin eine 4. vollständig überarbeitete Auflage im Enke Verlag veröffentlicht.
Das Wörterbuch der Veterinärmedizin galt als der „Pschyrembel der Tiermedizin“, das seinerzeit in keiner tierärztlichen Praxis fehlen sollte.